# نوریه عباسی
نوریه عباسی (زادهٔ ۱ فروردین ۱۳۷۷) بازیکن هندبال اهل ایران است.
وی عضو باشگاه آنتالیا آنادولو اس کی ترکیه و همچنین تیم ملی هندبال زنان ایران است.
عباسی عنوان پدیده لیگ برتر هندبال زنان ایران در سال ۱۳۹۴ را کسب کرد.